# 소이오
소이오(蘇夷吾, ? ~ ?)는 전한 후기의 제후로, 태상 소창의 아들이다.

## 행적
소창의 뒤를 이어 포후(蒲侯)에 봉해졌다.
홍가 3년(기원전 18년), 몸값을 받고 여종을 해방시켰다가 납치하여 다시 종으로 삼은 죄로 작위가 박탈되었다.

## 출전
- 반고, 《한서》 권17 경무소성원성공신표

| 선대 아버지 소창 | 전한의 포후 ? ~ 기원전 18년 | 후대 (봉국 폐지) |